# Untold Story, Vol. 2
Untold Story, Vol. 2 – czwarty niezależny album amerykańskiego rapera Game’a. Został wydany w 2005 dla wytwórni Get Low Recordz. Kompozycja ta okazała się sukcesem, 61. miejsce na Billboard 200, 29. na Top R&B/Hip-Hop Albums i 7. na Independent Albums.

## Lista utworów
1. „Fuck Wit Me” (featuring JT the Bigga Figga)
2. „For My Gangstaz”
3. „Money Over Bitches” (featuring JT the Bigga Figga)
4. „I'm A Mobsta” (featuring Young Menace)
5. „Business Never Personal” '(featuring Blue Chip)
6. „Eat Ya Beats Alive” (featuring JT the Bigga Figga)
7. „Troublesome”
8. „Just Beginning (Where I'm From)”
9. „Born and Raised In Compton (Raised As A G)”
10. „We Are The Hustlaz” (featuring Blue Chip & Sean T)
11. „Walk Thru The Sky”
12. „Truth Rap” (featuring JT the Bigga Figga)
13. „Drop Ya Thangs” (featuring JT the Bigga Figga)
14. „The Game Get Live” (featuring JT the Bigga Figga)